# Chipmunk Basic
Chipmunk Basic is een freeware-interpreter voor de programmeertaal BASIC voor de Apple Macintosh onderhouden door de ontwikkelaar Ron Nicholson. Chipmunk Basic heeft ook versies voor andere platforms als Linux en Windows. De GUI-versie bevat verscheidene grafische tekencommando's en objectgeoriënteerde programmeerconstructies.
Deze en afgeleide versies (voor Palm OS, cBasPad en HotPaw) zijn gebaseerd op een Pascal-implementatie in het publiek domein door David Gillespie, auteur van de Pascalvertaler p2c.

## Voorbeelden
- XFAT.bas Toon ASCII-tekens 0-127(nul-del)/0-255